# Графство Кефалонии и Закинфа
Гра́фство (Пфальцгра́фство) Кефалонии́ и За́кинфа существовало с 1185 по 1479 год и входило в состав Сицилийского и Неаполитанского (до вхождения последнего в состав Арагона) королевств. Кефалония и Закинф достались сицилийцам после войны с Византийской империей, и были отданы Вильгельмом II своему адмиралу Маргариту из Бриндизи.
После него графством управляла династия Орсини, но в 1325 году контроль над островами перешёл к династии Анжу. Только в 1357 году графство перешло к семье Токко, которая правило им до 1479 года. После этого Закинф попал под власть Венеции, а Кефалиния 21 год была оккупирована турками.

## История
Начало покорения островов Закинф, Итака и Кефалиния связывают с пиратом и адмиралом Королевства Сицилия Маргаритом Бриндизским, известным по хроникам конца XII века. Эти владения он получил от короля Вильгельма II за активное участие в войне с правителями Византии Андроником I и Исааком II в 1185 году.
В 1195 году владения достались Матфею Орсини, женившемуся на дочери Маргрита. В 1204 г. согласно Partitio terrarum imperii Romaniae острова переходили Венецианской республике. Для сохранения своего статуса он преобразовал графство в пфальцграфство в 1207 году, а затем 1209 году он прибыл в Венецию и стал её гражданином, в 1216 году он стал папским вассалом, в 1236 году он стал вассалом Ахайского княжества В это время православное епископство на островах было упразднено, и религиозная власть досталась католикам, параллельно началось внедрение феодальной системы. Рикардо I в 1264 основал католическое епископство Кефалинии, сам остров в дальнейшем стал прибежищем для пиратов.

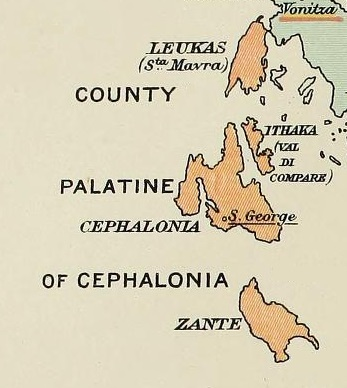
Графство Кефалинии и Закинфа в 1278 году

В начале XIV веке семья Орсини утвердилась и в Эпирском царстве, в дальнейшем они не отказывались от принятия православия и женитьбы на представительницах местной и византийской знати. После гибели Иоанна II Орсини в 1335 году, острова были оккупированы Неаполитанским королевством, правившая которым династия Анжу обладала титулом князей Ахайи. Их правление продлилось до 1357 года, когда Роберт Тарентский передал графский титул губернатору Корфу Леонардо I Токко в качестве награды за помощь в освобождении из венгерского плена в 1352 году.
Леонардо позже успел взять контроль над островом Лефкас и эпирским портом Войница. Его сын Карло I возобновил экспансию в Эпир, где завоевал города Янина (1411) и Арта (1416), получив от императора Византии Мануила II титул деспота. Также он претендовал на города Коринф и Мегара, а также владел частью Элиды с 1402 до 1427 года, но после разгрома в битве у Эхинад был вынужден от притязаний на Пелопоннес.
Династия согласно «Хронике Токко» пыталась заручиться поддержкой местного населения, не препятствуя развитию «проний», при Леонардо III был восстановлен православный епископский престол в Кефалинии.
Токко не выдержали атак османских турок, с 1449 года целеноправленно вытеснявших их с Эпира, а в 1479 году захвативших и оставшиеся три острова. В дальнейшем Закинф, Итака и Кефалиния были захвачены уже Венецией в 1484 и 1500 годах.

## Пфальцграфы Кефалонии и Закинфа
- Маргарит из Бриндизи

### Династия Орсини
- Матфей I Орсини, 1195—1238
- Матфей II Орсини, 1238—1259
- Рикардо I Орсини, 1259—1304
- Иоанн I Орсини, 1304—1317
- Николай Орсини, 1317—1323
- Иоанн II Орсини, 1323—1325

### Анжу
- Иоанн Гравинский, 1325—1336
- Роберт Тарентский, 1336—1357

### Дом Токко
- Леонардо I Токко, 1357—1376
- Карло I Токко, 1376—1429; Леонардо II Токко соправитель с 1399—1418
- Карло II Токко, 1429—1448
- Леонардо III Токко, 1448—1479